# Артилерійська підготовка
Артилерійська підготовка — складова частина вогневої підготовки атаки, бойові дії артилерії безпосередньо перед атакою механізованих та танкових підрозділів, частин та з'єднань та являє собою сукупність завчасно організованого вогню артилерії, узгодженого за часом та місцем з ударами авіації, ракетних військ, застосуванням засобів РЕБ та діями підрозділів, що ведуть наступ.
Артилерійська підготовка атаки проводиться з метою завоювання вогневої переваги над противником, ураження головних сил противника, порушення системи вогню, управління, спостереження та створення сприятливих умов для успішної атаки загальновійськових підрозділів.
Мета артилерійської підготовки досягається раптовим та потужним вогнем всіх вогневих засобів, що залучаються до ураження засобів вогневого ураження противника, його артилерійських (мінометних) батарей (взводів), взводів РСЗВ, живої сили, протитанкових і інших вогневих засобів на оборонних позиціях, пунктів управління, засобів ППО та інших важливих цілей.
Під час артилерійської підготовки атаки при прориві підготовленої оборони противника вона проводиться на глибину оборони з'єднання, частини першого ешелону противника, іноді — на більшу глибину.
Тенденція до збільшення глибини проведення артилерійської підготовки атаки спостерігалася у Німецько-радянську війну — з 2—3 км в операціях 1941—1943 років до 10—15 км — в операціях 1944—1945 років.
Фронт проведення артилерійської підготовки атаки залежить від наявності артилерії та боєприпасів. Зазвичай артилерійська підготовка атаки здійснюється у всій смузі наступу з зосередженням зусиль на ураженні об'єктів (цілей) противника на напрямку головного удару.
Тривалість артилерійської підготовки атаки залежить від:
- замислу бою (операції);
- бойового складу угруповання противника, що уражається;
- характеру оборони противника;
- обсягу вогневих задач, які покладаються на артилерію (кількості цілей противника та ступеня їх ураження);
- наявності артилерії;
- часу, який необхідний підрозділам першого ешелону на висування і розгортання для атаки (при наступі з висуванням із глибини) і багатьох інших факторів.

В окремих випадках доцільно взагалі відмовитися від проведення артилерійської підготовки атаки (особливо при переході в наступ вночі).
Залежність тривалості артилерійської підготовки атаки від методу артилерійської підтримки атаки обумовлюється режимом вогню гармат (мінометів).